# Sky Q
Sky Q è una piattaforma televisiva avanzata offerta da Sky, un importante provider di servizi televisivi e di streaming in Europa.

## Caratteristiche del servizio
Sky Q è stato lanciato nel Regno Unito e in Irlanda nel 2016 ed è stato successivamente introdotto in altri mercati in Europa. 
Contenuti e Canali: Sky Q offre una vasta gamma di contenuti televisivi, tra cui canali satellitari, programmi on-demand, film, serie TV, sport dal vivo e molto altro. Gli abbonati possono accedere a una varietà di canali premium, tra cui Sky Atlantic, Sky Cinema e Sky Sports.
Registrazione e Pausa in Diretta: una delle funzionalità distintive di Sky Q è la sua capacità di registrare programmi TV in modo da poter guardarli in un secondo momento. Gli abbonati possono anche mettere in pausa programmi in diretta e riprenderli in seguito
Contenuti in 4K Ultra HD: Sky Q supporta la risoluzione 4K Ultra HD, consentendo agli utenti di godere di contenuti in alta definizione superiore, inclusi film, eventi sportivi e programmi televisivi.
Sky Go: gli abbonati a Sky Q possono usufruire di Sky Go, un'applicazione che consente loro di guardare i contenuti Sky su dispositivi mobili, come smartphone e tablet, ovunque si trovino.
Sky Q Mini: Sky Q offre anche Sky Q Mini, che sono piccoli set-top box che possono essere posizionati in altre stanze della casa e collegati al box principale. Questi dispositivi consentono di guardare programmi su più schermi contemporaneamente.
Integrazione di App: Sky Q integra app di servizi di streaming come Netflix, YouTube e Spotify, consentendo agli abbonati di accedere a una vasta gamma di contenuti da un'unica piattaforma.
Voice Control: Sky Q dispone di controllo vocale, che permette agli utenti di cercare programmi o controllare il dispositivo usando comandi vocali.
Contenuti per Bambini: Sky Q offre contenuti per bambini e famiglie, tra cui programmi educativi e intrattenimento per i più giovani.
Accesso a Internet: Gli abbonati possono collegare Sky Q a Internet per accedere a servizi di streaming e contenuti on-demand, oltre a poter utilizzare altre funzionalità come il download di app e l'aggiornamento del software.

## Versioni satellitari

### Sky Q Black

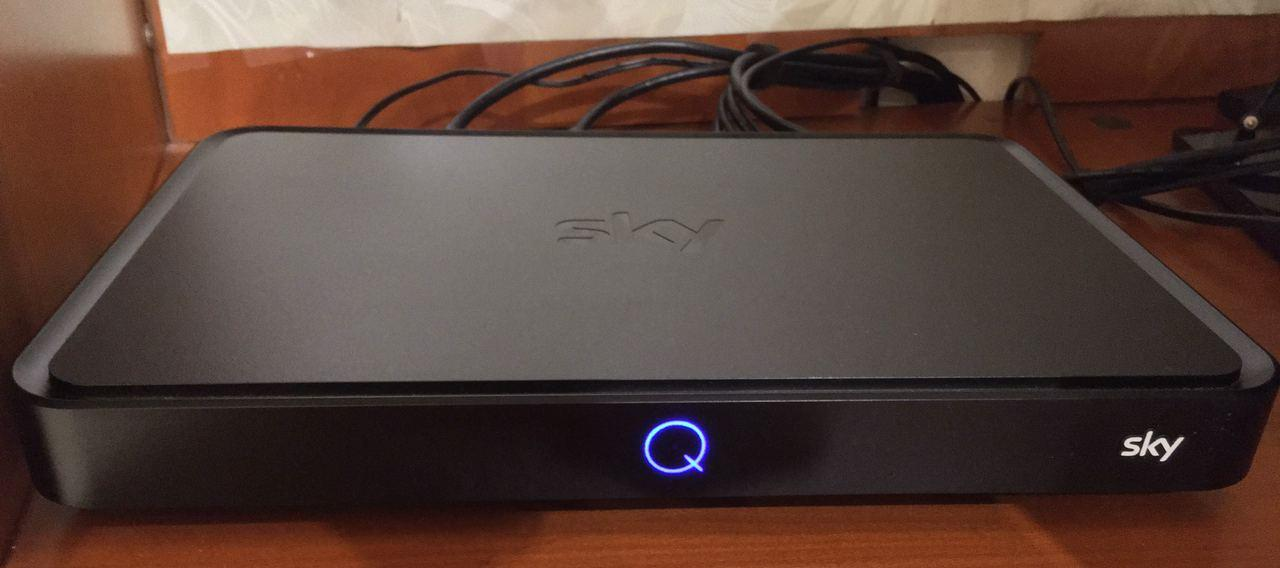
Sky Q Black

Sky Q Black è stato lanciato in Italia il 2 luglio 2018 ed è una versione meno potente dello Sky Q Platinum: eredita, infatti, da quest'ultimo la possibilità di vedere i programmi in 4K HDR, la nuova interfaccia grafica e l'hard disk da 1 TB, ma è sprovvisto del multiscreen wireless, dunque la visione dei programmi è possibile attraverso un solo schermo.
È provvisto degli stessi ingressi, ma possiede un tuner DVB-T / DVB-T2, anziché quattro, e otto tuner DVB-S / DVB-S2, anziché dodici.

### Sky Q Platinum

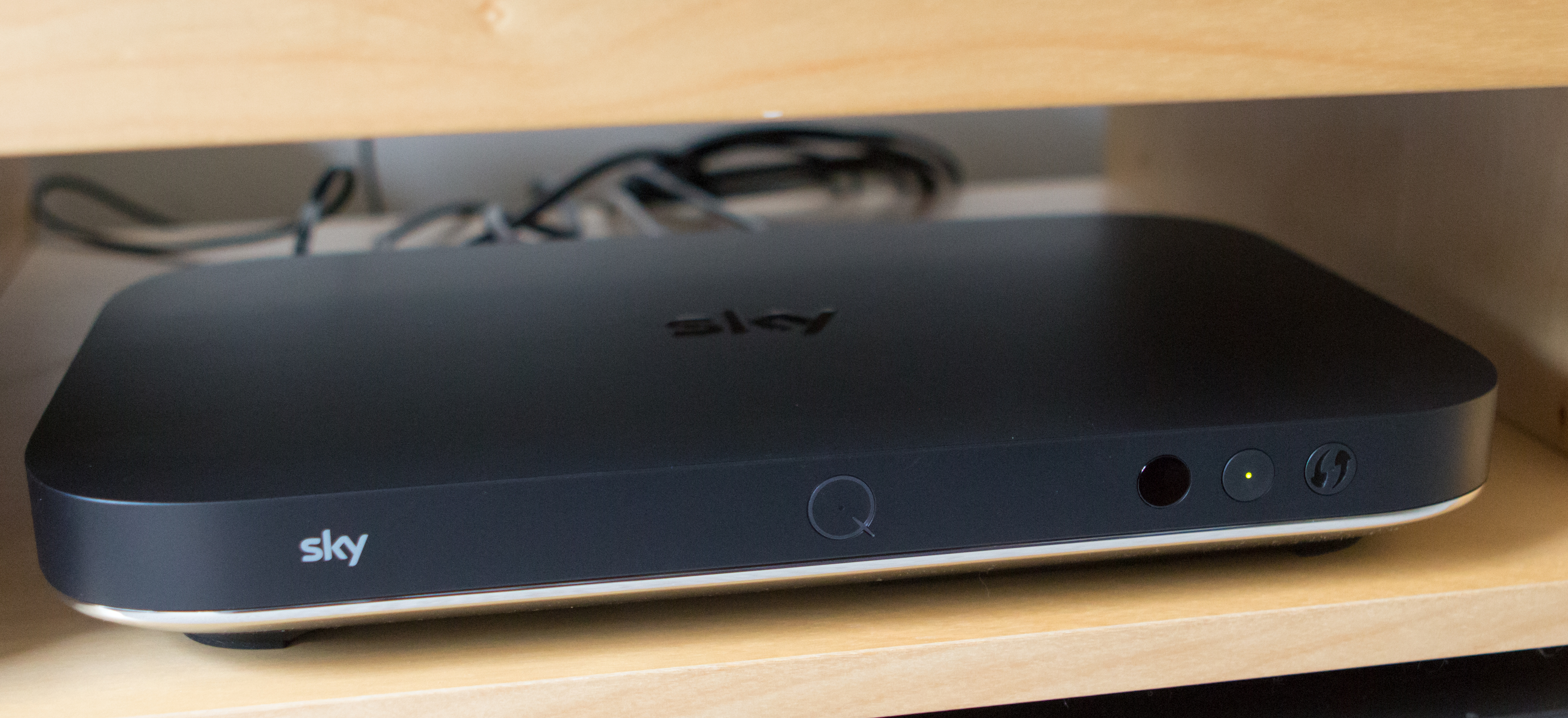
Sky Q Platinum

Sky Q Platinum è il set-top box principale della serie Sky Q, introdotto in Italia il 29 novembre 2017.
È un set-top box di nuova generazione, dotato di dodici tuner per i segnali DVB-S e DVB-S2 e quattro per i segnali DVB-T e DVB-T2, un hard disk da 1 terabyte, un modulo Wi-Fi, una porta ethernet gigabit, un'uscita HDMI 2.0 HDCP 2.2 in 4K HDR a 50 Hz e un'uscita ottica digitale per l'audio. Inoltre, adopera una nuova interfaccia grafica, differente da quella del My Sky HD che sostituisce.
L'apparecchio necessita di un collegamento alla parabola, la quale dev'essere dotata di un illuminatore o multiswitch dCSS. Con Sky Q Platinum, inoltre, è incluso nell'abbonamento anche il servizio Sky Multiscreen.
Per poter usufruire del multiscreen è necessario installare sui televisori secondari gli Sky Q Mini, dispositivi secondari che ricevono il segnale audio-video dei canali dal Platinum, attraverso la rete di casa: è possibile collegare tramite rete LAN o Wi-Fi fino a un massimo di quattro Sky Q Mini ad un unico Sky Q Platinum, tra i quali si creerà una rete mesh (via Wi-Fi) o un access point (via LAN) da cui passerà il segnale. La visione è, però, consentita al massimo su due Mini in contemporanea. Una peculiarità di tale servizio è la possibilità di continuare a vedere un programma già iniziato sul dispositivo principale anche sugli Sky Q Mini e sui dispositivi mobili, attraverso l'applicazione Sky Go, a condizione che siano connessi alla stessa rete a cui è connesso lo Sky Q Platinum; la stessa funzionalità è disponibile anche per le registrazioni.

## Versioni IPTV

### Sky Q senza parabola
Sky Q senza parabola, introdotto in Italia il 24 settembre 2019, è uguale a Sky Q Black ma, rispetto a quest'ultimo, non necessita di un collegamento alla parabola per la visione dei canali, in quanto i tuner dedicati alla ricezione del segnale satellitare sono disabilitati via software; inoltre, non supporta la visione di contenuti in 4K HDR. Il 31 agosto 2021 viene dismesso e sostituito da Sky Q via internet.

### Sky Q via internet
Sky Q via internet viene lanciato in Italia il 1º settembre 2021, ed è una versione revisitata del precedente Sky Q senza parabola: infatti, non è dotato di tuner per la ricezione del segnale satellitare, già disabilitati via software nella precedente versione, e di hard disk per le registrazioni e le funzioni PVR in diretta. È dotato di un modulo Wi-Fi, una porta ethernet gigabit, un'uscita HDMI 2.0 HDCP 2.2 in 4K HDR a 50 Hz e di un tuner DVB-T / DVB-T2, per la ricezione dei canali in chiaro del digitale terrestre. Nonostante sia dotato di un'uscita audio-video in 4K HDR, attualmente supporta solo la visione di contenuti di alcune app (Netflix, Prime Video, Apple TV+, YouTube) in questa risoluzione, ma non i contenuti di Sky.